# Ilías Glykofrýdis
Ilías Glykofrýdis (grec moderne : Ηλίας Γλυκοφρύδης), né le 19 février 1914 à Athènes et mort le 20 octobre 1982, est une personnalité politique.